# Charlotte Dujardin
Charlotte Dujardin, född 13 juli 1985, är en dressyrryttare från Storbritannien. Hon vann dubbla guldmedaljer i Olympiska sommarspelen 2012, i individuell dressyr och lagtävlingen i dressyr.

## Uppväxt
Dujardin är född i Enfield, men uppvuxen i Leighton Buzzard, Bedfordshire. Hon började rida som tvååring. För att finansiera sina döttrars hästhobby, köpte och sålde deras mamma Jane Dujardin ponnyer som döttrarna fick rida till så att dessa kunde säljas med vinst.
Efter att ha lämnat skolan vid 16 års ålder så vann Dujardin den mycket prestigefyllda Horse of the Year Show tävlingen fyra gånger och var en av vinnarna på Hickstead vid tre tillfällen.

## Dressyrkarriär
Efter uppmuntran från sin tränare, Debbie Thomas tog Dujardin upp dressyr med en häst köpt för pengar ärvda efter hennes mormor. I februari 2007, efter att sökt arbete hos Carl Hester, började hon träna för honom och han erbjöd henne senare ett jobb som en beridare på sin gård i Newent, Gloucestershire, där hon sedan kvar. 
Under 2011 var Dujardin ombedd att utveckla unghästen Valegro, en valack av rasen Holländskt varmblod av Hester och delägaren Roly Luard, med avsikt att hästen senare skulle tävlas av Hester. Men efter att ha deltagit i sitt första dressyr Grand Prix 2011, blev ekipaget en del av det framgångsrika lag som vann guld i EM i dressyr 2011 i Rotterdam. Ekipaget vann sedan en seger i Världscupen i dressyr vid Olympia London International Horse Show. Senare satte hon ett nytt världsrekord för det olympiska Grand Prix Special programmet med en poäng på 88,022%, i april 2012. 
Efter att ramlat av hästen under ett träningspass och ådragit sig en spricka i skallbenet så rider Charlotte alltid i hjälm även på tävlingsbanan, trots att den normala huvudbonaden i de högre dressyrklassena är hatt. Under OS 2012 var Charlotte enda dressyrryttare som tävlade i hjälm.

### OS 2012
Dujardin och Valegro togs ut för att representera Storbritannien både i den individuell dressyren och i lagtävlingen i dressyr vid i sommarspelen 2012. I den första omgången där Grand Prix programmet rids så satte ekipaget ett nytt Olympiskt rekord på 83,784%. Den 7 augusti 2012 ledde ekipaget det brittiska laget till guld i lagtävlingen i dressyr. Två dagar senare, i ett kürprogram till musik som inkluderade Land of Hope and Glory, filmmusiken från Den stora flykten och klockspelet i Big Ben, vann ekipaget guld i den individuell dressyren med en poäng på 90,089%.